# 平和の礎
平和の礎（へいわのいしじ）は、沖縄県糸満市の平和祈念公園内に設置されている慰霊碑。

## 概要
沖縄県は、1995年7月に第二次世界大戦・沖縄戦終結50年周年記念事業の一環として、沖縄戦等で亡くなった全ての戦没者を追悼し、恒久平和の希求と悲惨な戦争の教訓を正しく継承するとともに、平和学習の拠点にする事を主眼とし、同公園内に設置。設置経緯については、後述に記す。
名前の読み方は、建物の基礎となる礎（いしずえ）を沖縄の伝統的な言葉では「いしじ」と呼ぶことに由来する。

### 設置経緯
1990年6月22日、ドキュメンタリー作家の上原正稔は、1982年3月にワシントンD.C.にて建立された、ベトナム戦争で戦没した兵士を弔うためのベトナム戦争戦没者慰霊碑の存在を認知していたが、これには亡くなった一般のベトナム人の名前が全く刻まれていなかった。これをきっかけとして米軍海軍歴史家のロジャー・ピノー、川平朝申、照屋善彦、米須清一等共同で記者会見を開き「沖縄戦メモリアル構想」を発表した。
その後、1991年5月、県立平和祈念資料館改築，沖縄戦犠牲者「平和の壁」建設等基本構想検討懇話会設置され、同年7月16日の知事定例記者会見にて、平成4年度重点施策に位置づけられ、具志頭村に「沖縄戦メモリアル」を設立することを一旦発表した。1992年11月、「平和の礎」建設委員会設置。
1993年9月、デザインアイデアコンペにて大賞作品が決定し、同年11月、沖縄戦にかかわる全戦没者の調査を実施。1994年4月、平和の礎建設検討会が設置され、同年7月に工事が起工されて、1995年6月に除幕された。
高さ1.5m 全長2.2kmで、刻銘されている人数は24万1,632人（2021年6月15日時点）であり、敵味方関係なく沖縄戦などでの戦没者全ての氏名を刻んで記念するものである（後述）。

## デザイン

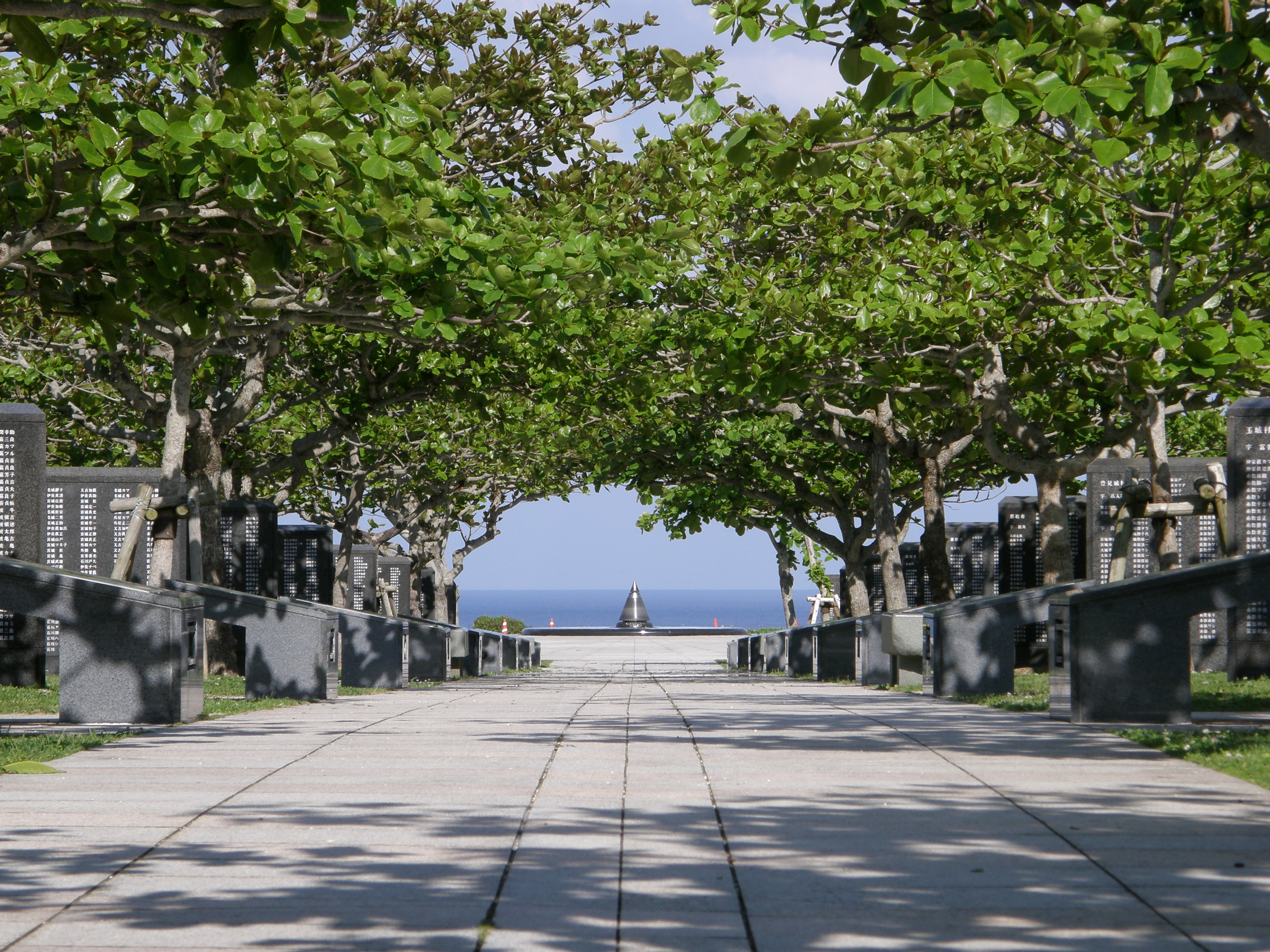
「平和の火」に伸びるメイン通路

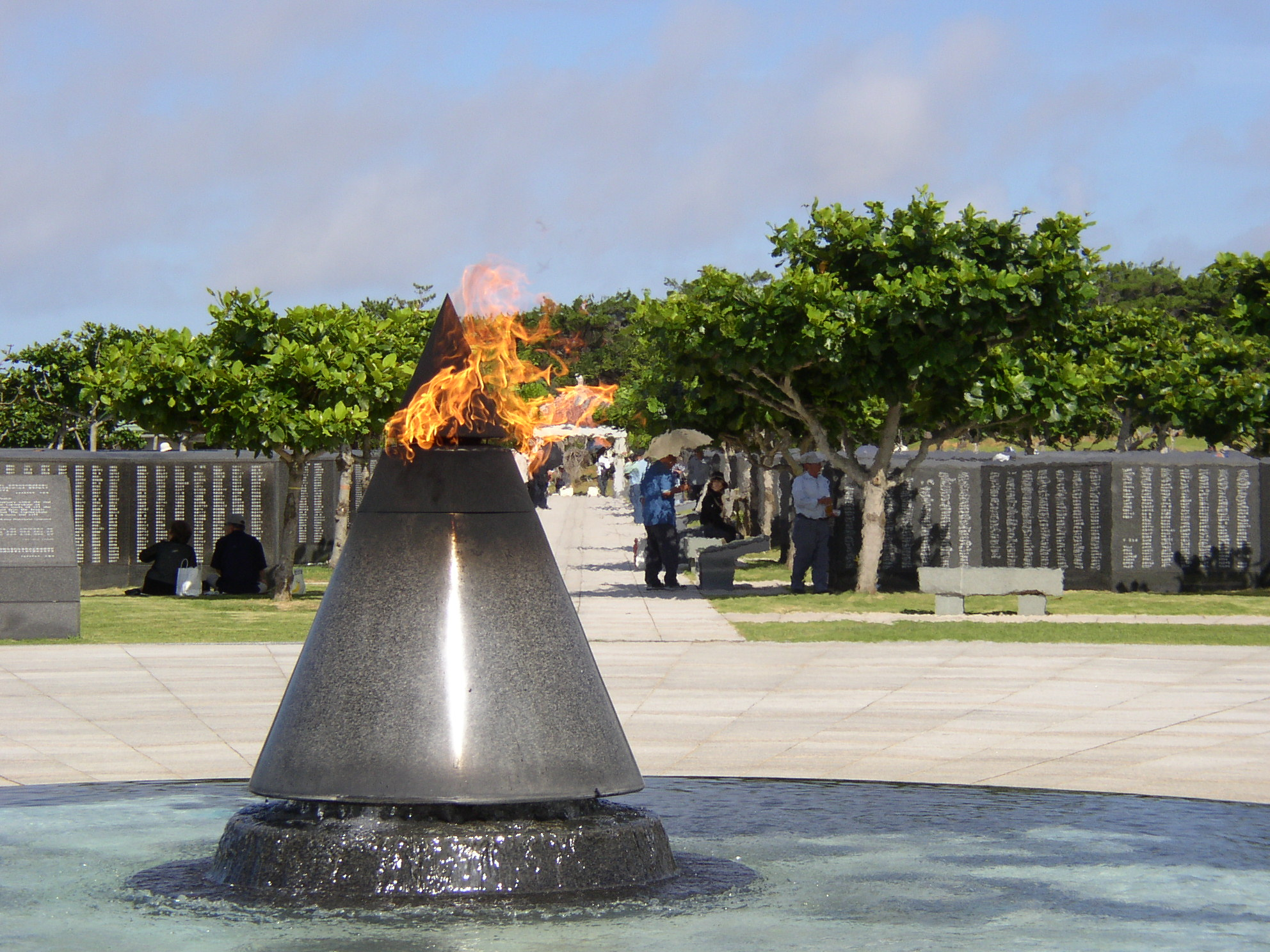
「慰霊の日」に灯される平和の火

### 平和の広場・平和の火
断崖絶壁の海岸に面して「平和の広場」があり、その中心に「平和の火」が灯される。この火は沖縄戦最初の上陸地である座間味村阿嘉島で採取した火と、被爆地である広島市の「平和の灯」、長崎市の「誓いの火」からそれぞれ分けられた火を合わせ、毎年6月23日の慰霊の日にはこの場所に灯される。

### 刻銘碑
「平和の広場」を中心として放射状に刻銘碑が円弧の形で広がりをもって配置されている。全体のコンセプト平和の波永遠なれのイメージに沿い、世界に向けて平和の波が広がるようにとの願いをデザインとしている。刻銘エリアに植栽されているのはモモタマナで、沖縄では古くから墓地に植えられる樹木である。

### メイン通路
刻銘碑を通って平和の広場に通じるメイン通路は、中心線が6月23日「慰霊の日」の日の出に合わせて伸びている。

## 刻銘対象

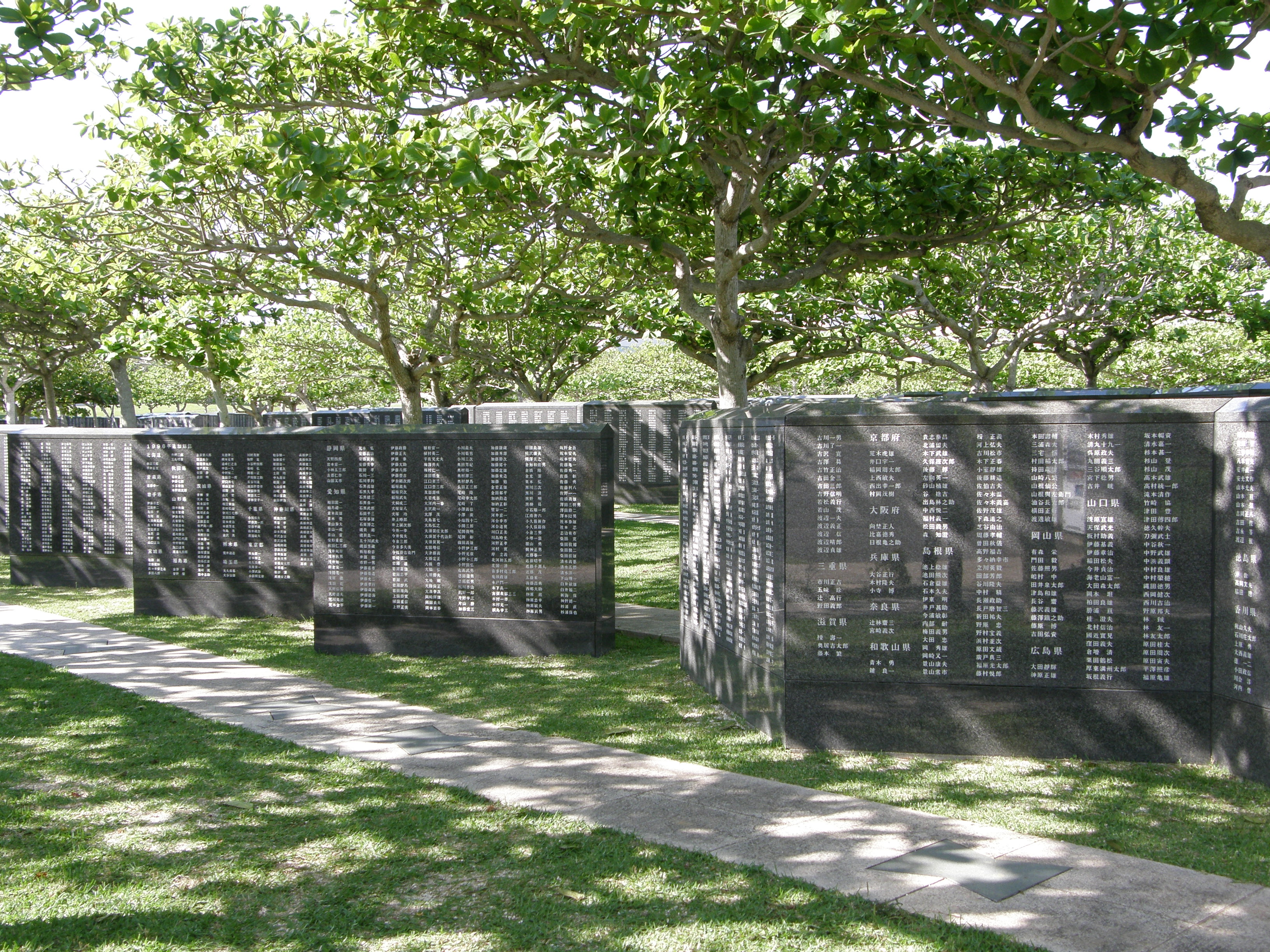
平和の礎の刻銘版

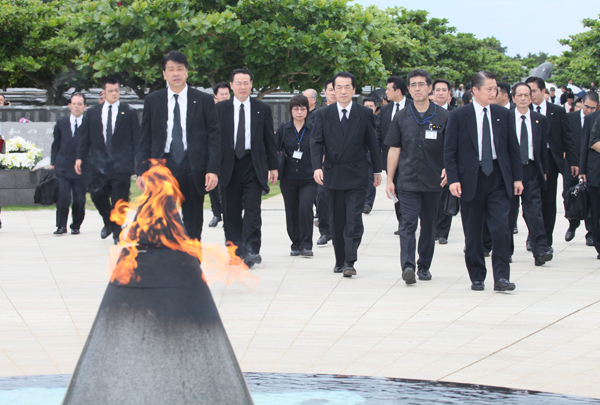
平和の礎を訪れた菅直人

「沖縄戦での戦没者全ての氏名を刻んでいる」と紹介されることがあるが、実際には以下のような基準に則って刻銘されている。
- 国籍・軍人・民間人を問わず、沖縄戦で亡くなられた一人ひとりの氏名を刻む。
- 沖縄県出身者については、
  - 1931（昭和6）年の満州事変から、1945（昭和20）年9月までに亡くなられた方（空襲や徴用船、疎開船、引揚げ船の遭難、退去命令や疎開によりマラリア又は栄養失調などにより亡くなられた方を含む）。
  - 戦争が原因で終戦後概ね1年以内に亡くなられた方。
  - 原爆被爆者は、期限を定めず刻銘する。

となっている。沖縄県出身者については沖縄戦での戦没者に限らず海外への出征、南洋群島や満州など移民先での戦災、対馬丸などでの船舶遭難や疎開先での戦災による犠牲も含んでおり、この数は決して少なくない。このため、「平和の礎」の刻銘者数をもって沖縄戦の戦没者数とすることは誤りである。
なお、現在でも新たに判明した戦没者や遺族・関係者から申請のあった戦没者の追加刻銘受付は沖縄県によって続けられており、毎年6月に合わせて刻銘作業が行われる。

### 刻印記載
日本人名の刻印記載は都道府県別で、沖縄県人は市町村別になっている。外国人は国別で、米国、英国、台湾、朝鮮民主主義人民共和国、大韓民国の国別である。また設立後判明した人々の名前は、判別年度別に追加されている。

## 関連リンク
- 平和の礎（県立平和祈念公園）